# Copa Verde 2023
La Copa Verde 2023 è stata la 10ª edizione della Copa Verde, competizione statale riservata alle squadre delle regioni del Nord, del Centro-Ovest e dell'Espírito Santo.

## Formula
La competizione si svolge ad eliminazione diretta in gara unica per i primi due turni. Non sono previsti tempi supplementari nei turni in gara singola. Dai quarti di finale in poi, le sfide sono andata e ritorno. In caso di parità nella differenza reti al termine del doppio scontro, la vincente del turno verrà decretata tramite i calci di rigore.
Le otto squadre con il ranking federale più alto, partono dagli ottavi di finale giocando in casa.
Il club vincitore ottiene un posto per il terzo turno di Coppa del Brasile 2024.

## Partecipanti
Sono in grassetto le squadre che partono dagli ottavi di finale.
| Stato              | Squadra (Città)                   | Motivo qualificazione                                         |
| ------------------ | --------------------------------- | ------------------------------------------------------------- |
| Acre               | Humaitá-AC (Porto Acre)           | Vincitore del Campionato Acriano 2022                         |
| Acre               | São Francisco-AC (Rio Branco)     | 2° nel Campionato Acriano 2022                                |
| Acre               | Atlético Acreano (Rio Branco)     | 3ª migliore squadra del ranking CBF a non essersi qualificata |
| Acre               | Rio Branco-AC (Rio Branco)        | 4ª migliore squadra del ranking CBF a non essersi qualificata |
| Amapá              | Trem (Macapá)                     | Vincitore del Campionato Amapaense 2022                       |
| Amazonas           | Manaus (Manaus)                   | Vincitore del Campionato Amazonense 2022                      |
| Amazonas           | Princesa do Solimões (Manacapuru) | 2° nel Campionato Amazonense 2022                             |
| Distretto Federale | Brasiliense (Taguatinga)          | Vincitore del Campionato Brasiliense 2022                     |
| Distretto Federale | Ceilândia (Ceilândia)             | 2° nel Campionato Brasiliense 2022                            |
| Espírito Santo     | Real Noroeste (Águia Branca)      | Vincitore del Campionato Capixaba 2022                        |
| Espírito Santo     | Rio Branco-ES (Vitória)           | 2° nel Campionato Capixaba 2022                               |
| Goiás              | Goiás (Goiânia)                   | Vincitore del Campionato Goiano 2022                          |
| Goiás              | Vila Nova (Goiânia)               | 1ª migliore squadra del ranking CBF a non essersi qualificata |
| Mato Grosso        | Cuiabá (Cuiabá)                   | Vincitore del Campionato Matogrossense 2022                   |
| Mato Grosso        | União Rondonópolis (Rondonópolis) | 2° nel Campionato Matogrossense 2022                          |
| Mato Grosso        | Luverdense (Lucas do Rio Verde)   | 2ª migliore squadra del ranking CBF a non essersi qualificata |
| Mato Grosso do Sul | Operário-MS (Campo Grande)        | Vincitore del Campionato Sul-Mato-Grossense 2022              |
| Pará               | Remo (Belém)                      | Vincitore del Campionato Paraense 2022                        |
| Pará               | Paysandu (Belém)                  | 2° nel Campionato Paraense 2022                               |
| Pará               | Castanhal (Castanhal)             | 5ª migliore squadra del ranking CBF a non essersi qualificata |
| Rondônia           | Real Ariquemes (Ariquemes)        | Vincitore del Campionato Rondoniense 2022                     |
| Roraima            | São Raimundo-RR (Boa Vista)       | Vincitore del Campionato Roraimense 2022                      |
| Tocantins          | Tocantinópolis (Tocantinópolis)   | Vincitore del Campionato Tocantinense 2022                    |
| Tocantins          | Interporto (Porto Nacional)       | 2° nel Campionato Tocantinense 2022                           |

## Risultati

### Primo turno

#### Sorteggio
Il sorteggio è avvenuto il 15 dicembre 2022 nella sede centrale della CBF a Rio de Janeiro. Le 16 squadre sono state divise in due urne a seconda del Ranking CBF e si affrontano in sfide di sola andata. In caso di parità al termine dei 90 minuti, la vincente verrà decisa tramite i calci di rigore.
| Urna 1 | Urna 2 |
| --- | --- |
| Tocantinópolis (76) Luverdense (83) Atlético Acreano (89) Ceilândia (91) Rio Branco-AC (92) União Rondonópolis (93) Castanhal (96) Humaitá-AC (132) | Real Noroeste (96) Rio Branco-ES (130) Trem (132) Real Ariquemes (171) Interporto (184) Operário-MS (200) Princesa do Solimões (no ranking) São Francisco-AC (no ranking) |

#### Risultati
| Squadra 1          | Risultato       | Squadra 2            |
| ------------------ | --------------- | -------------------- |
| Humaitá-AC         | 2 – 0           | Trem                 |
| Atlético Acreano   | 3 – 6           | São Francisco-AC     |
| Castanhal          | 2 – 3           | Real Ariquemes       |
| Rio Branco-AC      | 0 – 1           | Princesa do Solimões |
| União Rondonópolis | 1 – 0           | Real Noroeste        |
| Tocantinópolis     | 1 – 1 (5-4 dtr) | Operário-MS          |
| Ceilândia          | 1 – 0           | Rio Branco-ES        |
| Luverdense         | 2 – 1           | Interporto           |

### Ottavi di finale
| Squadra 1       | Risultato       | Squadra 2            |
| --------------- | --------------- | -------------------- |
| Remo            | 4 – 1           | Humaitá-AC           |
| São Raimundo-RR | 6 – 0           | São Francisco-AC     |
| Paysandu        | 3 – 0           | Real Ariquemes       |
| Manaus          | 0 – 2           | Princesa do Solimões |
| Goiás           | 3 – 0           | União Rondonópolis   |
| Brasiliense     | 4 – 2           | Tocantinópolis       |
| Cuiabá          | 3 – 0           | Ceilândia            |
| Vila Nova       | 0 – 0 (4-3 dtr) | Luverdense           |

### Quarti di finale
| Squadra 1            | Totale | Squadra 2 | Andata | Ritorno         |
| -------------------- | ------ | --------- | ------ | --------------- |
| Princesa do Solimões | 0 – 0  | Paysandu  | 0 – 0  | 0 – 0 (3-5 dtr) |
| São Raimundo-RR      | 1 – 3  | Remo      | 1 – 0  | 0 – 3           |
| Vila Nova            | 1 – 3  | Cuiabá    | 0 – 2  | 1 – 1           |
| Brasiliense          | 0 – 1  | Goiás     | 0 – 0  | 0 – 1           |

### Semifinali
| Squadra 1 | Totale | Squadra 2 | Andata | Ritorno         |
| --------- | ------ | --------- | ------ | --------------- |
| Paysandu  | 2 – 2  | Remo      | 0 – 1  | 2 – 1 (4-2 dtr) |
| Cuiabá    | 1 – 2  | Goiás     | 1 – 0  | 0 – 2           |

### Finale
| Squadra 1 | Totale | Squadra 2 | Andata | Ritorno |
| --------- | ------ | --------- | ------ | ------- |
| Paysandu  | 1 – 4  | Goiás     | 0 – 2  | 1 – 2   |